# غاري آدامز
غاري آدامز (بالإنجليزية: Gary Adams)‏ هو لاعب كرة قاعدة أمريكي، ولد في 4 سبتمبر 1939 في هاملتن في الولايات المتحدة.